# 革命与历史
《革命与历史：马克思主义历史学的起源，1919-1937》（英語：Revolution and History: The Origins of Marxist Historiography in China, 1919–1937），阿里夫·德里克著，1978年初版，中译本由翁贺凯翻译，江苏人民出版社2005年出版。

## 评论
- 董国强：“在该书中，作者试图通过对1920年代后期至1930年代前期‘中国社会史论战’的研究，探究中国马克思主义历史解释的起源及其性质，阐明马克思主义史学家在运用马克思主义理论分析中国历史时所面对的问题，并考察他们对当时中国的革命性变革的专注是如何塑造了他们处理理论和历史问题的方式。”[1]
- 陈峰：作者“提出，有三个前提指导着他的研究，这些前提涉及马克思主义史学思想的性质、马克思主义史学中政治与历史的关系，以及唯物史观在现代中国思想史中的地位 (第2—4页) 。作者对这三个问题的思考和解答贯穿全书，使得此书达到了国内相关研究难以企及的理论深度。”[2]